# یوریکو یاماگوچی (صداپیشه)
یوریکو یاماگوچی (انگلیسی: Yuriko Yamaguchi; ۲۱ نوامبر ۱۹۶۵ – ) صداپیشگی در ژاپن، بازیگر، و خواننده اهل ژاپن بود. وی از سال ۱۹۹۰ میلادی تاکنون مشغول فعالیت بوده‌است.